# Trepobates taylori
Trepobates taylori är en insektsart som först beskrevs av George Willis Kirkaldy 1899.  Trepobates taylori ingår i släktet Trepobates och familjen skräddare. Inga underarter finns listade i Catalogue of Life.